# Miho Fujiwara
Miho Fujiwara (藤原 美穂?, Fujiwara Miho; ...) è una cantante giapponese.
È nota per aver cantato l'opening (Florescence) e l'ending (Flower) dell'anime Kanon (2002), oltre alla prima ending (Suteki na Serenade) di Marmalade Boy, conosciuto in Italia come Piccoli problemi di cuore. Nella sua discografia rilevante anche l'EP California crisis BGM dell'omonimo OAV del 1986, puro esempio di City pop.